# 期城郡
期城郡，中国南北朝时设置的郡。
北魏孝昌中置，治所在西舞阳县（东魏改为临舞县，今泌阳县西北）。辖境约相当今河南省舞钢市及泌阳县东北部、舞阳县西南部。属襄州。东魏、北周属广州。隋朝开皇初年废。 